# Doug DeMuro

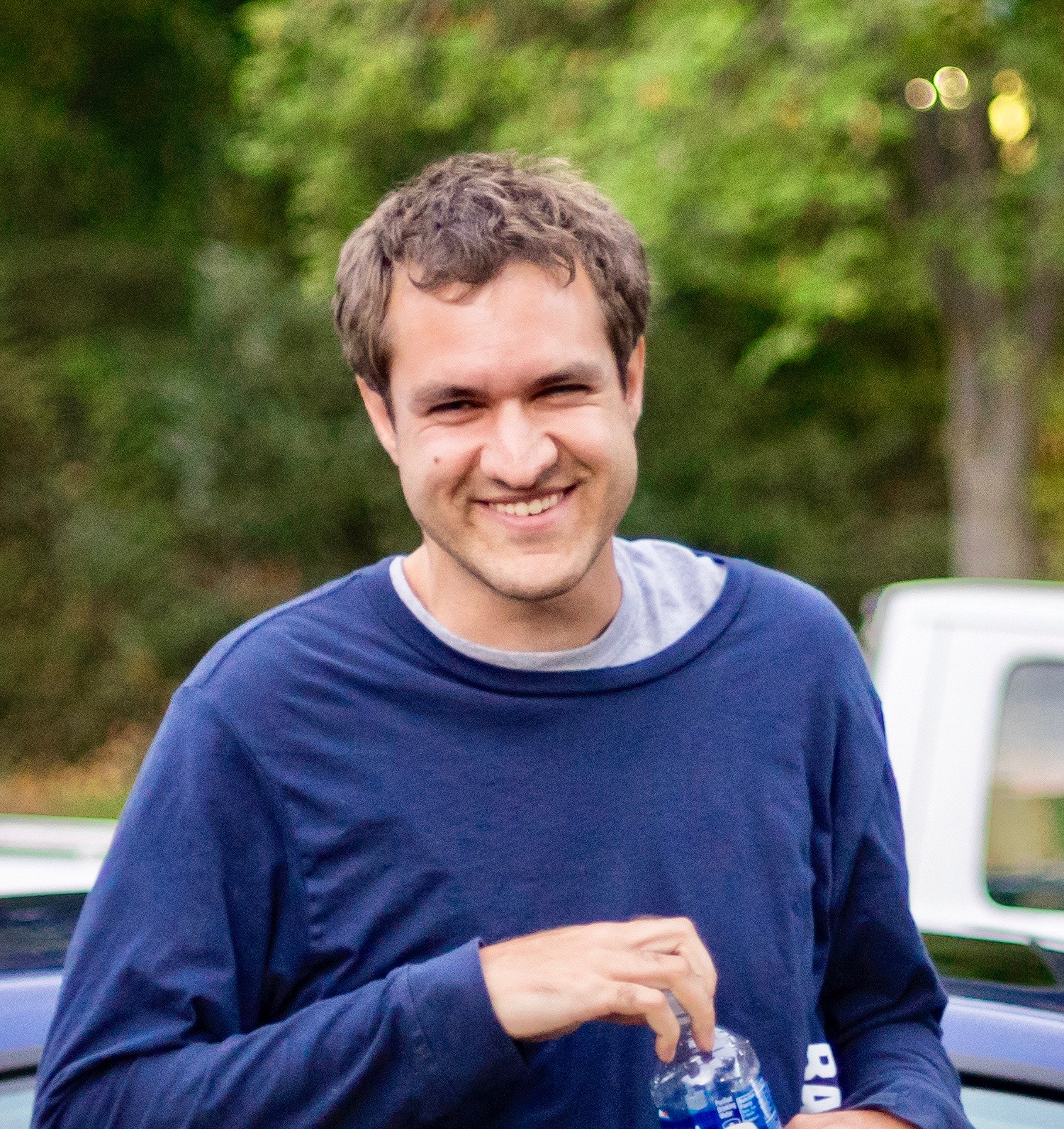
Doug DeMuro (2016)

Douglas DeMuro (geboren am 22. Mai 1988) ist ein amerikanischer YouTuber, Autor, Kolumnist, Schriftsteller und Geschäftsmann, der derzeit in San Diego, Kalifornien, lebt. Er betreibt einen gleichnamigen YouTube-Kanal, auf dem er hauptsächlich Autos vorstellt; sein Kanal hatte im Jahr 2023 über vier Millionen Abonnenten.
Zusätzlich zu seinen YouTube-Aktivitäten betreibt DeMuro auch die Autoverkaufs-Website Cars & Bids, auf der Privatpersonen und Händler Fahrzeuge in Online-Auktionen kaufen und verkaufen können. Er startete das Unternehmen im Jahr 2020, nachdem er seine vorherige Position als Autor und Redakteur des Autotrader.com-Autoblogs Oversteer aufgegeben hatte. Zuvor schrieb DeMuro bereits Artikel für The Truth About Cars und Jalopnik.

## Leben
Doug DeMuro wurde in Denver im US-Bundesstaat Colorado geboren und erwarb einen Abschluss in Wirtschaftswissenschaften an der Emory University in Atlanta. Nach seinem Abschluss arbeitete Doug drei Jahre lang für Porsche Cars North America.
Im Sommer 2014 zog DeMuro von Atlanta nach Philadelphia im Bundesstaat Pennsylvania. Seit 2018 lebt DeMuro mit seiner Frau in San Diego, Kalifornien. Am 2. September 2021 wurde er Vater eines Jungen, im Dezember 2023 wurde er erneut Vater. Zudem besitzt er einen Bearded Collie namens Noodle, der gelegentlich in seinen Videos auftaucht.

## YouTube
Sein erstes Video veröffentlichte DeMuro im Dezember 2013 auf seinem Kanal. Während sich die Videos anfänglich größtenteils nur mit DeMuros eigenen Autos beschäftigten, lädt er inzwischen hauptsächlich Reviews von verschiedenen neuen wie alten Automodellen hoch. Neben vielen neuerschienenen Modellen finden sich auf seinem Kanal auch viele Videos über besondere oder ausgefallene Autos der 1980er bis 2000er Jahre.
2017 führte er den sogenannten DougScore ein, eine Art Bepunktungssystem, dass durch verschiedene Kategorien Autos miteinander vergleicht und dann einen DougScore vergibt. Der DougScore wird im Normalfall am Ende eines Videos vergeben.
2018 gründete DeMuro einen zweiten Kanal, More Doug DeMuro, auf dem er auch andere Videos abseits der Reviews veröffentlicht; unter anderem gibt DeMuro gemeinsam mit anderen hier seine Meinung zu verschiedenen automobilen Themen. Inzwischen veröffentlicht DeMuro diese Videos auch auf seinem Hauptkanal. Auf dem Zweitkanal wurde zwischen Mai 2021 bis Juni 2023 kein Video mehr hochgeladen. 2020 wurde der Kanal Cars and Bids gegründet, auf dem auf Ergebnisse und Daten zur gleichnamigen Webseite eingegangen wird. Im Juni 2023 wurden die beiden Kanäle zusammengelegt, seitdem werden hier unter dem Kanalnamen Cars and Bids Review-Videos zu Autos veröffentlicht, die auf der Webseite versteigert werden, sowie Videos von Challenges und Spielen mit DeMuro und seinen Freunden.
Seit März 2023 gibt es auf dem Hauptkanal einen wöchentlich erscheinenden (Video-)Podcast mit dem Namen „This...Car Pod!“, in dem DeMuro mit Freunden und Gästen über Verschiedenes zum Thema Auto spricht.

## Autos in Besitz und frühere Autos
Doug DeMuro besitzt derzeit (Stand Januar 2024) sieben verschiedene Autos. In seinem Besitz befinden sich ein Porsche Carrera GT, ein Lamborghini Countach, ein Mercedes-Benz G 500 Cabriolet, ein Mercedes-Benz E 450 All-Terrain, ein Toyota Sequoia TRD Pro sowie ein Ford GT (2005).
Vorher besaß Doug schon über 20 weitere Autos, darunter einen Audi RS2 (bis 2023), einen Mercedes-Benz A 140, einen Land Rover Defender 90 V8 (beide bis 2024), einen Kia Stinger, einen Ferrari 360, einen Nissan Skyline GT-R (R32), eine Dodge Viper und einen Hummer H1. Diese sind auch teilweise in seinen älteren Videos zu sehen.

## Cars and Bids
Im Juni 2020 wurde von Doug DeMuro die Webseite Cars and Bids ins Leben gerufen, auf der Autos ab Baujahr 1980 versteigert werden. Laut eigenen Angaben besitzt die Seite zum jetzigen Zeitpunkt (Stand September 2024) über 600.000 registrierte Nutzerinnen und Nutzer und hat bereits über 21.500 Auktionen mit einem Fahrzeug-Gesamtwert von über 490 Millionen US-Dollar gehostet.
Im Februar 2023 erwarb die Investmentfirma The Chernin Group eine Mehrheitsbeteiligung an Cars & Bids für 37 Millionen US-Dollar.

## Trivia
- Doug DeMuro ist dafür bekannt, jedes seiner Videos mit einem langen „This“ zu beginnen.
- In seinen Videos geht DeMuro oft auf sogenannte Quirks and Features ein, also auf Besonderheiten und Eigenheiten des jeweiligen Automodells.

## Bibliographie
- Plays With Cars (2013)[27]
- Bumper to Bumper (2016)[28]